# 劉循
劉 循（りゅう じゅん）は、中国後漢末期の武将。本貫は荊州江夏郡竟陵県。益州牧劉璋の長子。妻は龐羲の娘。
建安18年（213年）、劉備の攻撃から雒城を守った。固守すること1年に及んだが、建安19年（214年）に雒城は陥落。同年内に成都の劉璋も降伏した（劉備の入蜀）。
劉備の支配下では、劉璋は荊州の公安県に移住させられたが、劉循は益州に留められ、奉車中郎将に任じられた。

## 三国志演義
羅貫中の小説『三国志演義』では第62回から登場。史実と同じく、劉備の攻撃から雒城を守る。ただし共に雒城を守った張任や劉璝とは異なり、出撃して劉備軍と交戦した描写はない。
守将の一人である張翼が劉璝を殺し、劉備に降伏すると、城を抜け出し成都へと逃げ帰った。